# Aptripel Tumimomor
Aptripel Tumimomor (3 de abril de 1966 - 2 de abril de 2020) fue un político, empresario e ingeniero indonesio. Se desempeñó como Regente de la Regencia del Norte de Morowali, en Sulawesi Central, desde el 17 de febrero de 2016, hasta su muerte en el cargo el 2 de abril de 2020, de COVID-19. 

## Biografía
Aptripel Tumimomor nació el 3 de abril de 1966 en Kolonodale, Sulawesi Central. Era miembro del Mori people, quienes son nativos de la actual Regencia del Norte de Morowali en Sulawesi. Sus padres, Hendrik Tumimomor Kamesi y Maligene Damantora Lande, eran maestros. Tumimomor era un descendiente de Mokole Ede Kamesi, conocido por el título real Datu Ri Tana VIII (Rey Mori), quien gobernó el pequeño Reino de Mori en el centro de Sulawesi desde 1907 hasta 1928. 
Asistió a la escuela primaria en el pueblo de Tomata y la escuela secundaria en Poso. Luego completó una licenciatura en ingeniería civil de la Universidad Paulus Christian de Indonesia (UKIP) en Makassar. También obtuvo su maestría en ingeniería civil de la Universidad Paulus Christian. 

### Carrera
Era dueño de varias empresas, incluidos hoteles en Kendari, plantaciones en Mamuju Regency y una empresa constructora. También se convirtió en profesor en su alma mater, Universidad Paulus Christian de Indonesia (UKIP). 
En febrero de 2016, fue elegido regente de North Morowali en las elecciones regionales, mientras que su compañero de fórmula, Asrar Abdul Samad, exvicepresidente del Consejo representativo del pueblo de North Morowali de 2004 a 2009, fue elegido vice regente de Morowali del norte. Tumimomor y Samad ganaron las elecciones con 1.949 votos, o el 25,13%, y derrotaron a otros cuatro candidatos. El regente Tumimomor y el viceregente Samad asumieron el cargo el 17 de febrero de 2016 por el gobernador central de Sulawesi, Longki Djanggola.

## Últimos momentos y fallecimiento
En marzo de 2020, Tumimomor apoyó una propuesta de la tribu Mori para que el Rey Mori Mokole Marunduh fuera nombrado Héroe Nacional de Indonesia.
Antes de su enfermedad, planeó buscar la reelección para un segundo mandato como regente de North Morowali en 2020.
Se enfermó a fines de marzo de 2020. Inicialmente fue tratado en el Hospital General de Kolonadale en North Morowali antes de ser transferido a Makassar el 1 de abril de 2020, ya que su salud continuó deteriorándose. Al día siguiente, murió en el Hospital General Dr. Wahidin Sudirohusodo en Makassar el 2 de abril de 2020 a la edad de 53 años. Una prueba rápida para coronavirus realizada en Kolonadale inicialmente resultó negativa. Sin embargo, una segunda prueba de frotis nasofaríngeo en el hospital de Makassar confirmó más tarde que Tumimomor fue positivo para COVID-19, pero esos resultados no se confirmaron hasta el 4 de abril, dos días después de su muerte. Le sobreviven su esposa, HO Liliana, y sus tres hijos: Andhyka Haryanto, Arlyn Stevani y Arfan Irvanoff.
Fue enterrado en un cementerio para funcionarios en Gowa Regency, South Sulawesi. Los funcionarios llevaron a cabo el entierro utilizando precauciones de seguridad ante el nuevo coronavirus, incluidos trajes de materiales peligrosos, máscaras y envolturas de plástico. 